# La Tallada (poble de la Segarra)
La Tallada és una entitat de població al municipi de Sant Guim de Freixenet, a la comarca de la Segarra. Segons les dades de 2009, té 57 habitants. És un petit poble del sector més meridional, al peu del Castell de la Tallada.

## Castell de la Tallada
El seu castell se cita ja des de l'any 1064, com castrum de Taiada. El 1066 Guillem Bonfill va donar la torre de la Tallada, amb els seus edificis i l'església a Udalguer Pere. Després, al segle xii foren propietaris els Alemany, el segle xiv els Calders i el 1490 n'era propietari el mestre en arts i medicina Joan Pere de Beda. Al segle xvi el llinatge Soldevila senyoreja la Tallada. Ja al XVIII el lloc era dels Montserrat i del rei. A la segona meitat d'aquest segle xviii consta com a propietari Antoni Miquel Queraltó. Dins del nucli homònim destaca una estructura semicircular que amb molta probabilitat correspon a un edifici de l'antic castell.

## Església de Sant Martí de la Tallada

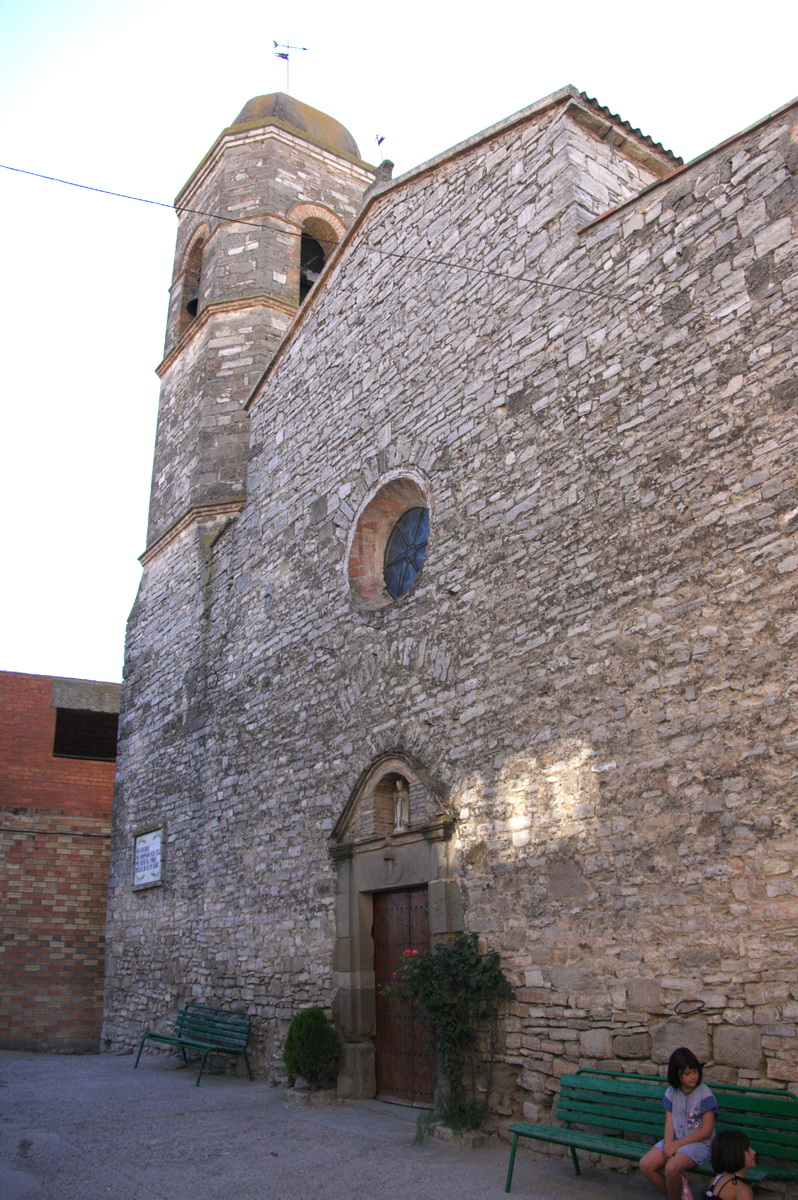
Església de Sant Martí de la Tallada, Sant Guim de Freixenet

Del seu origen romànic no conserva cap element. D'una remodelació posterior destaca la pica baptismal que fou picada l'any 1654. L'actual edifici d'una única nau amb dues capelles laterals és d'estil neoclàssic (a la dovella central de la porta d'accés hi ha la data 1862). Al damunt de la porta d'accés s'aixeca el cor. El retaule principal correspon en la postguerra i està presidit per unes imatges modernes de Sant Martí al centre, amb Sant Sebastià i Sant Isidre als flancs.